# سنت سیروس
سنت سیروس (به انگلیسی: St Cyrus) یک روستا در بریتانیا است که در آبردین‌شایر واقع شده‌است.